# Ejército de Virginia
El Ejército de Virginia fue una gran unidad organizada por la Unión durante la guerra de Secesión Norteamericana en 1862. Con esta unidad Lincoln quiso dar un nuevo impulso a la guerra, colocando al mando de la misma a un general, John Pope, que había conseguido algunas victorias en el frente del oeste. 

## Historia
El Ejército de Virginia fue constituido el 26 de junio de 1862 a partir de los cuatro departamentos que existían en torno a Virginia: Departamento de la Montaña (general de división John C. Frémont), Departamento del Rappahannock (general de división Irwin McDowell), Departamento de Shenandoah (general de división Nathaniel P. Banks) y brigada del Distrito Militar de Washington del general de brigada Samuel D. Sturgis. El total era de unos 50,000 hombres. Una vez iniciada la campaña del Norte de Virginia, se le unirían tres C.E. del Ejército del Potomac a partir de mediados de agosto, llegando a tener unos 75,000 soldados.

Pope manifestó pronto su espíritu ofensivo ideando un ataque sobre el ala izquierda confederal sobre Gordonsville a cargo de su II C.E. de Banks. Sin embargo, este fue derrotado por Jackson en la batalla de Cedar Mountain, el 9 de agosto, a pesar de haber conseguido una importante ventaja al principio de la batalla. Tras un repliegue al río Rappahannock, Pope tuvo que volver a todo su ejército hacia la retaguardia tras un peligroso ataque de Jackson. Todo el ejército de Virginia se concentró entonces sobre el C.E. de Jackson, descuidando la aproximación de las tropas de Longstreet a la zona de batalla. Tras un ataque por sorpresa de Jackson el día 28 de agosto, con el que se inicia la Segunda batalla de Bull Run, el Ejército de Virginia se concentra sobre él. Tras el fracaso de los ataques del día 29, el 30 se organizar la contraofensiva confederada dirigida por Longstreet que derrota a Pope, el cual se tiene que replegar hacia Washington.

Ante el fracaso de Pope, el Ejército de Virginia fue disuelto el 12 de septiembre, y sus unidades integradas en el Ejército del Potomac de McClellan.

## Mando
- General de división John Pope (del 26 de junio al 12 de septiembre)

## Organización
Estaba formado por tres cuerpos de ejército y tres brigadas de caballería:
- I C.E., mandad por Franz Sigel (este cuerpo estaba formado por las tropas del Departamento de la Montaña, anteriormente a las órdenes de John Frémont. Cuando se integró en el Ejército del Potomac, se transformó en el XI C.E.)
- II C.E., mandado por Nathaniel Banks (estaba integrado por las tropas del Departamento de Shenandoah. Cuando se unió al Ejército del Potomac se le llamó XII C.E.)
- III C.E., mandado por Irvin McDowell (constituido por las tropas del Departamento del Rappahannock, al unirse al Ejército del Potomac en septiembre recuperó su denominación de I C.E.)
- Tres Brigada de Caballería, al mando del coronel John Beardsley, y los generales de brigada John P. Hatch y George D. Bayard.

Durante la Campaña del Norte de Virginia, al Ejército de Virginia se le unieron las siguientes unidades:
- III C.E. del Ejército del Potomac, mandado por Samuel P. Heintzelman
- V C.E. del Ejército del Potomac, mandado por Fitz John Porter
- IX C.E. del Ejército del Potomac, mandado por Jesse L. Reno
- División de Reynolds, mandada por John F. Reynolds